# Porto da Cruz
Porto da Cruz é uma vila e sede da freguesia homónima do município de Machico, na ilha da Madeira, Região Autónoma da Madeira,  com 25,13 km² de área e 2134 habitantes (censo de 2021). A sua densidade populacional é 84,9 hab./km².
A principal povoação da freguesia e sua sede foi elevada à categoria de vila a 2 de Agosto de 1996.
A vila fica situada a 36 km do Funchal, em plena costa norte da ilha. Localiza-se na latitude 32.7667 (32°46') Norte e longitude 16.833 (16°50') Oeste, estando a uma altitude de 224 metros. Tem costa no Oceano Atlântico a norte e montanhas a sul.

## História
As terras do Porto da Cruz foram das primeiras a serem desbravadas na costa Norte e foram pertença de Lançarote Teixeira, filho do primeiro Capitão – Donatário de Machico, que posteriormente as passou ao seu filho , António Teixeira, “o Rei Pequeno”.
O atual orago da paróquia é Nossa Senhora da Guadalupe, mas anteriormente esta teve como padroeira a Na Sr.a da Piedade e do Mistério da Vera Cruz.
Foi o rei D. Sebastião que elevou o Porto da Cruz a freguesia por alvará de 26 de Setembro de 1577, freguesia que, por despacho de 10 de Setembro de 1835 que criou o concelho de Santana, transferiu esta freguesia para aquele concelho.
Em virtude do decreto de 19 de Outubro de 1852 foi anexado ao concelho de Machico ao qual ainda pertence.
A 25 de Julho de 1996, foi elevada à categoria de Vila.
Nesta freguesia viveram importantes famílias “aristocráticas” como os Baptistas, os Leais ou os Monizes.
Desde sempre ligada à exploração da terra, o Porto da Cruz apresenta uma paisagem eminentemente rural e agrícola. Os seus engenhos atestam ainda hoje a pujança que o açúcar trouxe à economia local.

### Origem do nome de Porto da Cruz
Em 1419, a partir da descoberta da ilha da Madeira, inicia-se o reconhecimento e exploração da costa norte, desde a Ponta de S. Lourenço até a Ponta do Pargo. Ao chegar ao porto desta localidade, os exploradores arvoraram uma cruz feita de paus recolhidos na ribeira. Descreve-o, assim, o Jerónimo Dias Leite, Cónego da Sé do Funchal num manuscrito elaborado no ano de 1579 e enviado ao Dr. Gaspar Frutuoso pároco da Ribeira Grande na Ilha de São Miguel, nos Açores. Aquele documento forneceu dados preciosos para este ilustre historiador escrever as "Saudades da Terra".
Deste modo ele se expressa: « ... da Ponta de Sao Lourenço para Ocidente perto de duas léguas esta uma aldeia que se chama Porto da Cruz por ter sido arvorada uma cruz no pequena enseada que lhe serve de porto e que tem junto do mar um engenho que foi de Gaspar Dias; é grossa fazenda, com boas terras de canas e muitas aguas, haverá neste lugar uns trinta fogos espalhados, afora a gente da fazenda e são os moradores todos criadores, porque os matos são em toda a Ilha gerais a todos para criarem neles. »
O nome dado a esta localidade pelos primeiros que a pisaram permaneceu até hoje.

## Demografia
A população registada nos censos foi:
| Distribuição da População por Grupos Etários | Distribuição da População por Grupos Etários | Distribuição da População por Grupos Etários | Distribuição da População por Grupos Etários | Distribuição da População por Grupos Etários |
| -------------------------------------------- | -------------------------------------------- | -------------------------------------------- | -------------------------------------------- | -------------------------------------------- |
| Ano                                          | 0-14 Anos                                    | 15-24 Anos                                   | 25-64 Anos                                   | > 65 Anos                                    |
| 2001                                         | 472                                          | 454                                          | 1321                                         | 546                                          |
| 2011                                         | 318                                          | 357                                          | 1373                                         | 549                                          |
| 2021                                         | 221                                          | 217                                          | 1110                                         | 586                                          |

## Geologia
As montanhas que envolvem o Porto da Cruz, em parte transformadas em campos de cultivo, formam um belíssimo anfiteatro para o mar que , apesar da sua bravura, ainda permite a existência de duas pequenas praias de areia negra.
O Porto da Cruz é um autêntico mostruário de formações geológicas com sucessivas camadas de cinzas vulcânicas ou basálticas.
A nível marítimo, esta localidade pertence ao mais extenso planalto insular submarino da ilha, que se estende da Ponta de S. Lourenço até São Jorge.
Emblemática, e possivelmente a maior atração desta localidade, é a imponente penedia, a Penha d’Águia, com os seus 590m de altitude.

## Sítios
Os sítios da freguesia são:
- Achada
- Cruz da Guarda
- Casas Próximas
- Folhadal
- Larano
- Maiata de Baixo
- Maiata de Cima
- Massapez
- Referta
- Ribeira Tem-Te-Não-Caias
- Serrado
- Terra Baptista

## Associações e clubes[9]
- Associação Grupo Cultural Flores de Maio
- Casa do Povo do Porto da Cruz
- Grupo de Folclore do Porto da Cruz
- Associação Desportiva do Porto da Cruz
- Associação Porto da Cruz Trail
- Vamos À Ermida - Associação de Tradições e Folclore do Porto da Cruz

## Figuras ilustres
- Padre Dr. Caetano Alberto Soares
- Visconde do Porto da Cruz